# يان ماثيوز
يان ماثيوز (بالإنجليزية: Ian Matthews)‏ هو طبال بريطاني، ولد في 20 يونيو 1971 في برستل في المملكة المتحدة.

## وصلات خارجية
- الموقع الرسمي
- يان ماثيوز على موقع ميوزك برينز (الإنجليزية)
- يان ماثيوز على موقع ديسكوغز (الإنجليزية)